# Кяриз

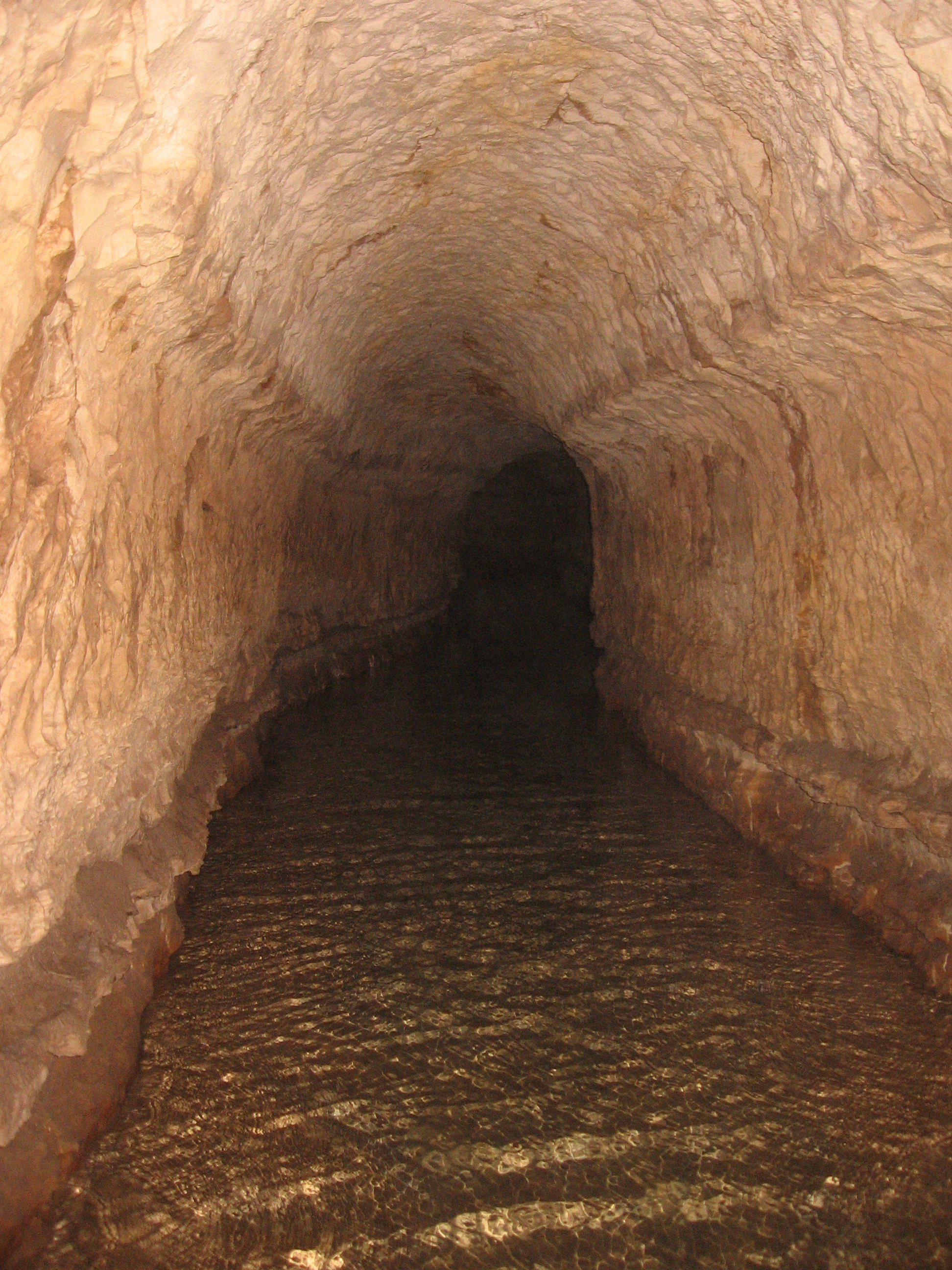
Кяриз (древнеримский акведук в городе Гадара).

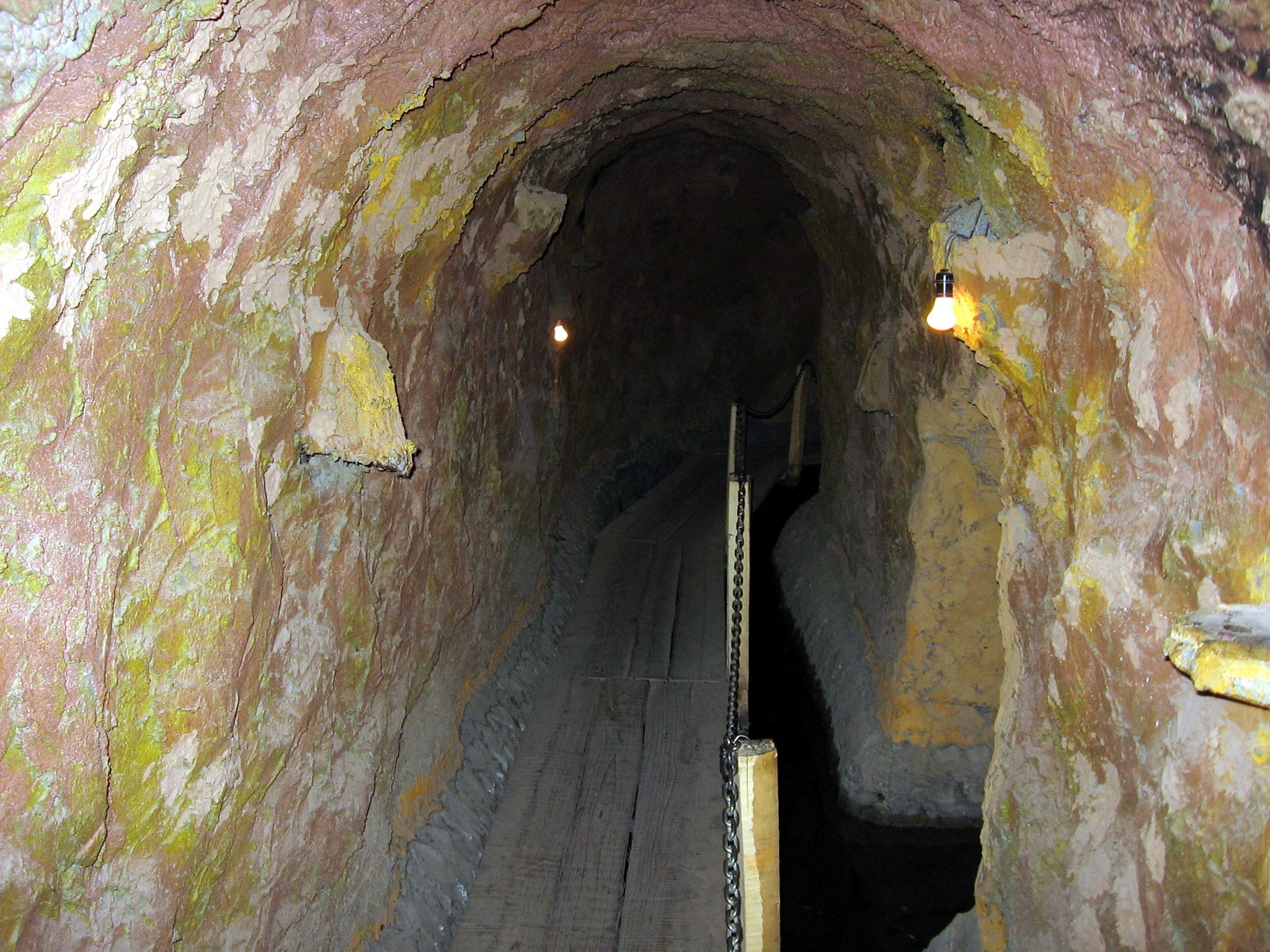
Кяриз возле Турфана, Синьцзян, Китай

Кяриз, кариз, кяхриз (перс. كاريز‎, азерб. kəhriz, каз. кәріз, туркм. käriz, узб. koriz, тадж. корез), канат (перс. قنات‎, тадж. қанот) — традиционная подземная гидротехническая система в городах и селениях Азербайджана, Средней Азии и Ирана, совмещающая водопровод и систему орошения. Представляет собой подземный канал (глиняная горизонтальная штольня), соединяющий место потребления с водоносным слоем. Кяризы, как правило, имели галерею с поперечным сечением, позволявшим свободно проходить людям, роющим кяриз.
Кяриз XV века расположен на территории комплекса дворца Ширваншахов в Баку. В годы Афганской войны (1979—1989) кяризы использовались моджахедами как бомбоубежища.

## История
Кяриз (подземная гидротехническая система) возникла ещё в Персии до Ахеменидов. Самый древний и крупнейший из кяризов находится в иранском городе Гонабад, он отмечен ЮНЕСКО как объект всемирного наследия. Спустя 2700 лет после создания он продолжает обеспечивать водой для домашнего и сельского хозяйства почти 40 тысяч человек.

## Области использования
Технология чаще всего используется в областях со следующими характеристиками:
- Отсутствие крупных рек с круглогодичным стоком воды, достаточным для поддержания орошения.
- Потенциальные плодородные области вблизи крутых гор или горных хребтов.
- Сухой климат с сильным испарением с поверхности, так что поверхностные водоемы и каналы приведут к большим потерям.
- Водоносный горизонт в потенциальной плодородной области, который слишком глубок для полезного использования простых скважин.

## Oтличительные признаки кяризов
Самым важным элементом является пологий туннель, скрытый под толстым слоем грунта. Благодаря этому кяриз минимизирует потери, вызванные испарением в пустынном климате, позволяя ему транспортировать воду на гораздо большие расстояния, чем в случае установок с открытой водой (например, акведук).
Туннель построен с очень низким уклоном (1:1500-1:1000), поэтому вода течет с очень низкой скоростью и не нарушает облицовку кяриза. Сборная часть часто размещается в конусax выноса, где также имеется толстый слой проницаемых отложений и высокий уровень грунтовых вод.
Кроме того, есть три положительных побочных эффекта использования каналов. Например, засухи и паводки лишь частично влияют на подземный сток. Кроме того, канал в некоторой степени устойчив к землетрясениям и разрушениям. Также, если между выходным отверстием и домами / полями имеется достаточный перепад, он может быть использован для установки водяной мельницы.
Важным недостатком технологии является постоянный отток воды даже ночью и зимой, когда потребность в воде намного меньше, чем в другое время. Летом сток воды обычно немного меньше, а спрос на неё больше. Поэтому некоторые каналы могут быть полностью или частичнo закрыты (с тем чтобы не истощить подземный источник понапрасну), если на воду нет (или меньше) спроса. В других случаях вода может храниться в бассейнах или цистернах для последующего использования. Подземные цистерны могут быть располoжены выше по течению, чтобы вода собиралась там после сезонной закупорки канала и была доступна для хода самотеком по мере необходимости.
Остальной частью конструкции являются вертикальные колодцы-диканы доступа, которые во время работы также позволяют отслеживать состояние туннеля и устранять заторы. Материал, извлеченный из стояка, обычно остается возле входа, так что всю поверхность можно увидеть в виде ряда небольших земляных насыпей.

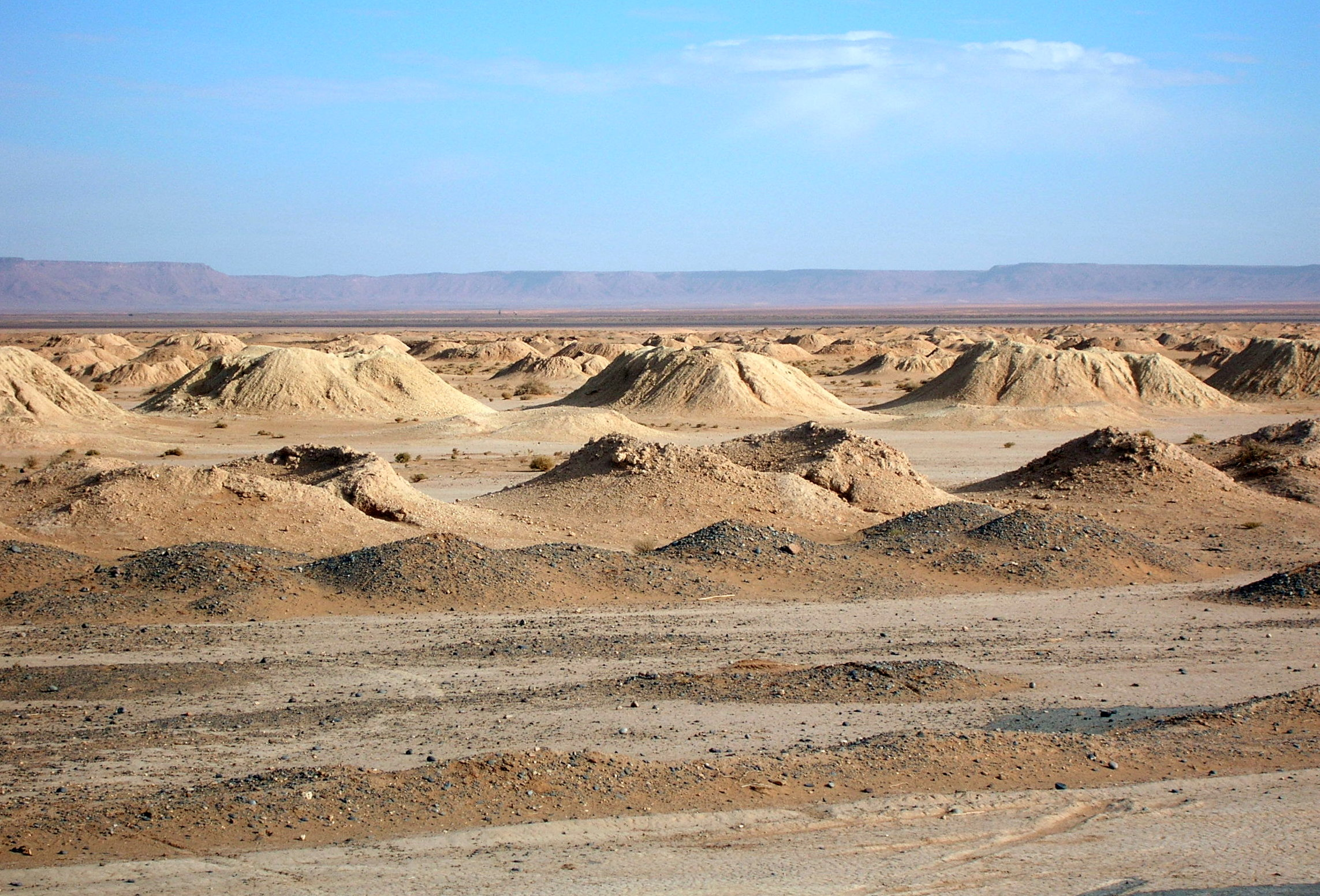
Кяриз возле Эрфуд в Марокко

Кяризам не требуется энергия для подачи воды, но они требуют интенсивного обслуживания. Это во многих местах привело к их замене скважинами. Это, в свою очередь, влияет на каналы, так как откачка воды из скважин снижает подземный сток в водоносных горизонтах, и каналы могут высохнуть. Эта судьба затронула многие Кяризы в Сирии. Если вода не берется из водоносных горизонтов ниже канала, канал обеспечивает сбалансированный поток в течение всего года.

В местах, где кяриз построен слишком глубоко, чтобы доставлять воду на поверхность, были построены специальные колодцы для его отвода. Полученная таким образом вода хранилась в подземных цистернах, а также использовалась для охлаждения воздуха в жилых зданиях благодаря эффекту испарительного охлаждения.

Схема функционирования бадгира

Через систему колодцев воздух постоянно проходит через канал, который охлаждается водой и окружающей землёй. Это используется для охлаждения жилищ возле кяриза и прежде для охлаждения продуктовых холодильников, которые хранили лед, собранный зимой, замороженным в жаркие периоды года.

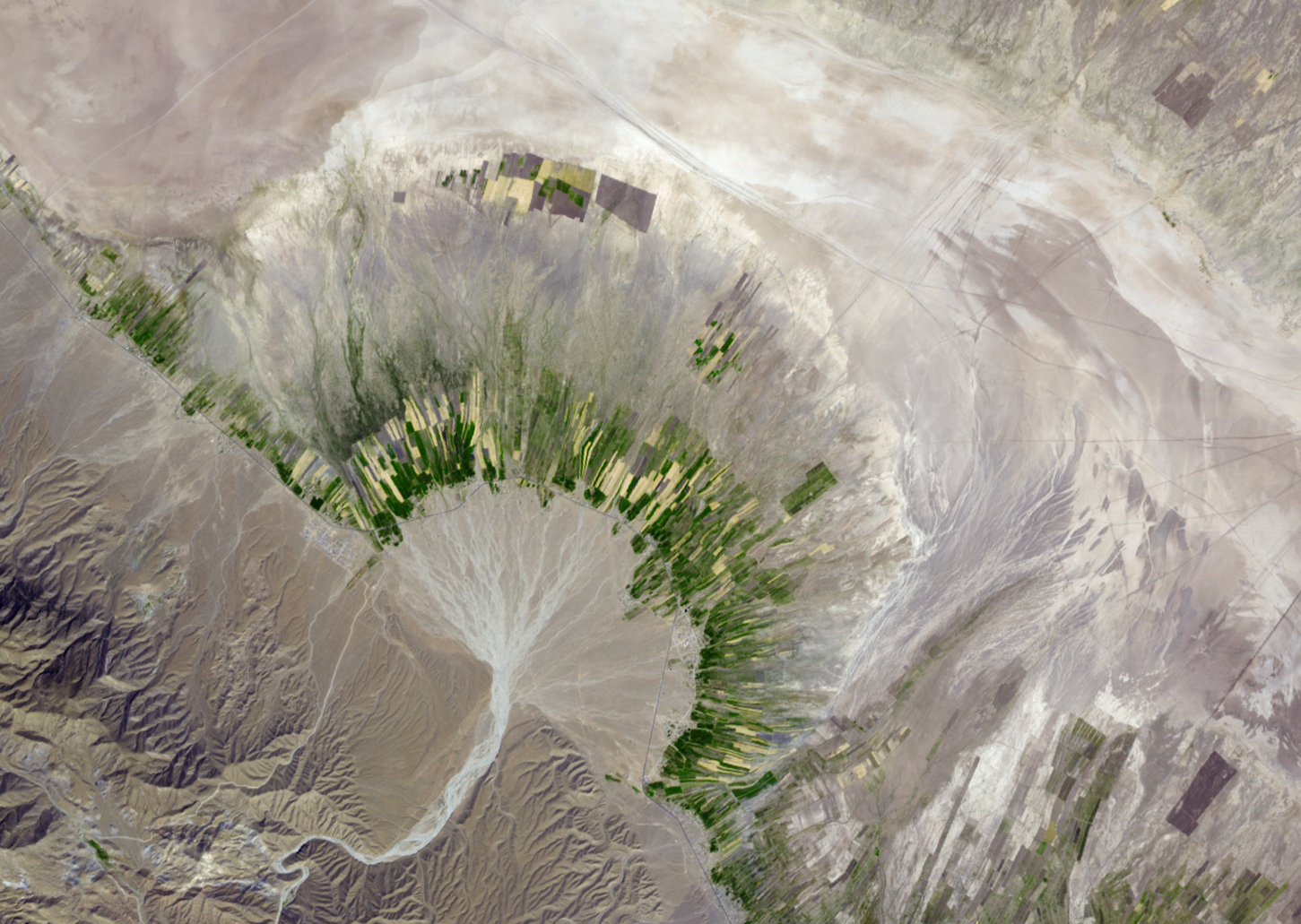
Сельское хозяйство и поселения в Иране, сгруппированные по кяризам вокруг веера конуса выноса

В засушливых и полупустынных регионах наличие воды является фактором, который определяет, где люди живут и занимаются сельским хозяйством. Вода также влияет на то, как люди формируют там свои поселения и как они организуют свое общество. В Иране и других засушливых странах использование кяризов привело к схеме расселения вокруг конусов выноса, по которым поступает вода. Водоснабжение из кяризов значительно повлияло на схемы расселения. Более богатые и влиятельные жители поселений поселялись выше по течению от канала, где вода чище, прохладнее.

## Распределение воды

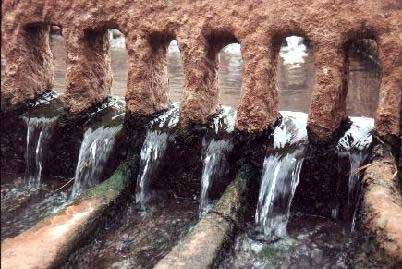
Распределительная «расчёска» (kesria).

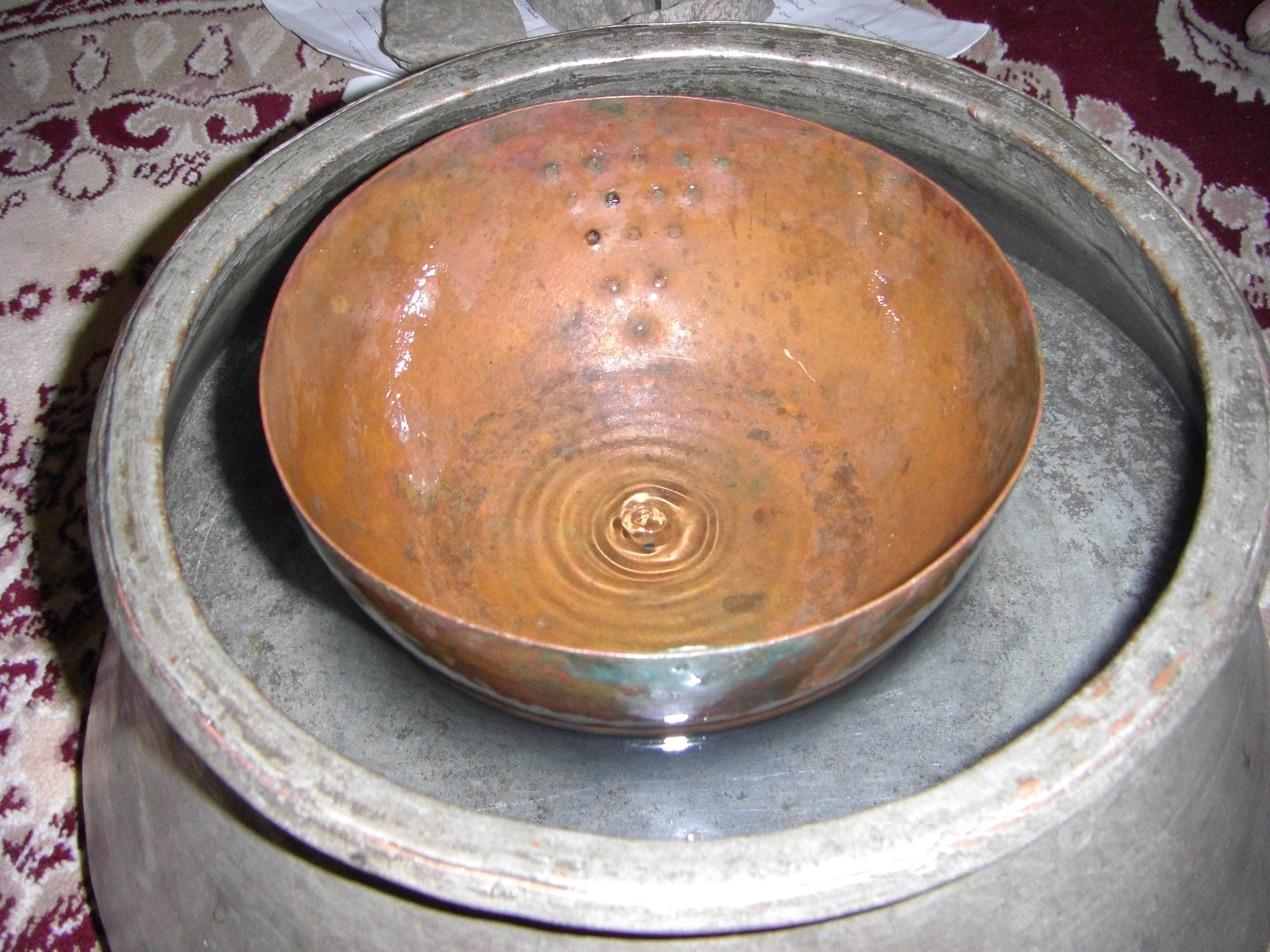
Древние персидские часы: эти водяные часы использовались для определения времени совместного использования воды каналов. Пустой полушаровидный сосуд плавал в большом бассейне и мало-помалу наполнялся водой через малое отверстие.

Кяриз, снабжающий водой городские или сельскохозяйственные районы, часто делится на несколько небольших каналов, проходящих к отдельным получателям (или на отдельные пахотные поля). Емкости с рядом одинаковых отверстий на одном уровне используются для равномерного распределения воды.

## Строительство
Традиционный кяриз построен без использования машин. Строители кяриза, которых называли «муканни», обычно получали хорошую зарплату, профессия передавалась потомкам. Также случилось так, что роль вознаграждения за строительство кяриза играла привилегия возделывать орошаемые земли, даже когда они не принадлежали застройщику.
В отличие от сасанидских плотин, для строительства и обслуживания которых требовалось много рабочих в течение коротких периодов времени, в строительстве кяризов использовалась лишь небольшая рабочая сила, но она использовалась в течение более длительного периода времени (работа продвигалась всего на несколько метров в день).
Способ строительства каналов сильно отличается от метода строительства плотин и требует гораздо меньшей политической организации и планирования. Тип инвестиций, необходимых для строительства и обслуживания канала, больше подходит для высокогорья. Купцы или землевладельцы собирались небольшими группами для финансирования строительства канала.

### Подготовка
Чтобы начать строительство, необходимо найти источник воды. Их обычно ищут там, где конус выноса встречается с основанием гор или холмов. Строители, следя за ходом периодических водотоков, ищут признаки влажной почвы, такие как растения с глубокой корневой системой. Если пробная скважина позволяет определить наличие достаточного количества воды, будущий курс туннеля отмечается на поверхности земли.
Набор инструментов, используемых для строительства канала, обычно прост: контейнеры (обычно это были мешки), канаты и блоки, используемые для подъема выкопанного материала на поверхность, кирки, лопаты, факелы, а также уровень и отвес. В зависимости от типа почвы, иногда использовалась обожженная глина, чтобы укрепить основание туннеля.

### Строительная техника
Строительная техника зависела от типа почвы, местности и многих других факторов. Несмотря на кажущуюся простоту, строительство кяриза требовало значительных инженерных навыков. Хотя метод копания был довольно простым, проектирование каналов требовало тщательного понимания подземных структур грунта и точного расчета уклона основного туннеля, а также положения вертикальных шахт. Уклон должен быть тщательно определён, потому что слишком низкая степень падения может вызвать затор воды, в то время как слишком крутaя чревата быстрой эрозией и возможностью обрушения туннеля. Неправильная оценка качества почвы может привести к разрушению конструкции, потере ценного времени и денег, моглa привести к несчастному случаю на строительстве, а в худшем случае может быть фатальной для строителей.

### Земляные работы
Земляные работы чаще всего выполнялись группой из 3-4 экспертов (муканни). На мелких кяризах один рабочий копал землю, другой поднимал землю на поверхность, а третий распределял выкопанный материал по полю вокруг шахты. Копка обычно начиналась со дна, то есть с площади, которая должна была быть в конечном итоге орошена, постепенно продвигаясь к пробной скважине, вырытой у подножия гор. Расстояние между вертикальными шахтaми, обычно 25-30 метров, было результатом работы, необходимой для рытья стояков и туннеля, соединяющего их. Важным фактором, определяющим местоположение стояков, было последующее предоставление доступа к уже существующему каналу для работ по техническому обслуживанию. Как правило, чем мельче кяриз, тем плотнее построены вертикальные каналы. Более длинные конструкции иногда начинались с обоих концов одновременно. Иногда небольшие каналы объединялись так, что они сливали воду в общий коллективный туннель.
Большинство иранских каналов длиной не более 5 километров, хотя около Кермана есть 70-километровый туннель. Глубина, на котором проходит главный туннель, обычно находится в пределах 20-200 метров, в то время как в Хорасане самый глубокий из известных туннелeй достигает 275 метров ниже поверхности земли. В таких впечатляющих конструкциях вертикальные шахты были оснащены промежуточными платформами, облегчающими перенос грязи на поверхность.
В самых коротких конструкциях отношение падения к длине кяриза составляло от 1: 1000 до 1: 1500. Более длинные туннели характеризовались еще более плавным падением воды. Наиболее важным условием, которое учитывалось при проектировании канала, было обеспечение ламинарного потока воды. Слишком большое падение может привести к турбулентности, вызывающей быструю эрозию, опасную для структуры канала.
В местах, где рельеф земли вызвал еще больший уклон, были построены подземные водоскаты, дно которых было укреплено глиняной подкладкой, замедляющей эрозию. Иногда энергию падающей воды также использовали для питания подземных мельниц. В некоторых частях некоторых кяризов вода течет достаточно быстро, чтобы на перепаде высот было подземное водяное колесо которое могло использовать достаточно энергии, чтобы поднять ведра с водой до уровня поверхности.
Если было невозможно подвести воду к цели под покровом земли, были построены поверхностные каналы. Это решение использовалось только в качестве крайней меры из-за загрязнения, интенсивного испарения и нагрева, неизбежного при наземном переносе воды. Часто под землёй каналы были разделены на распределительные сети, состоящие из более мелких каналов (харис), которые снабжали каждый крупный город. Как и кяризы, харисы также строятся под землёй, чтобы предотвратить возможное загрязнение и заражение. Длина строительствa зависела в первую очередь от глубины тоннеля. На глубине двадцати метров бригада из четырех рабочих в течение дня смогла вырыть 40 метров тоннеля. Когда высота шахты доступа составляла 40 м, ежедневный прогресс уменьшался до 20 метров, а на глубине 60 м ежедневный прогресс уже падал до пятиметрового участка. Строительство многих длинных и глубоких каналов занимaло десятилетия.

Турфан
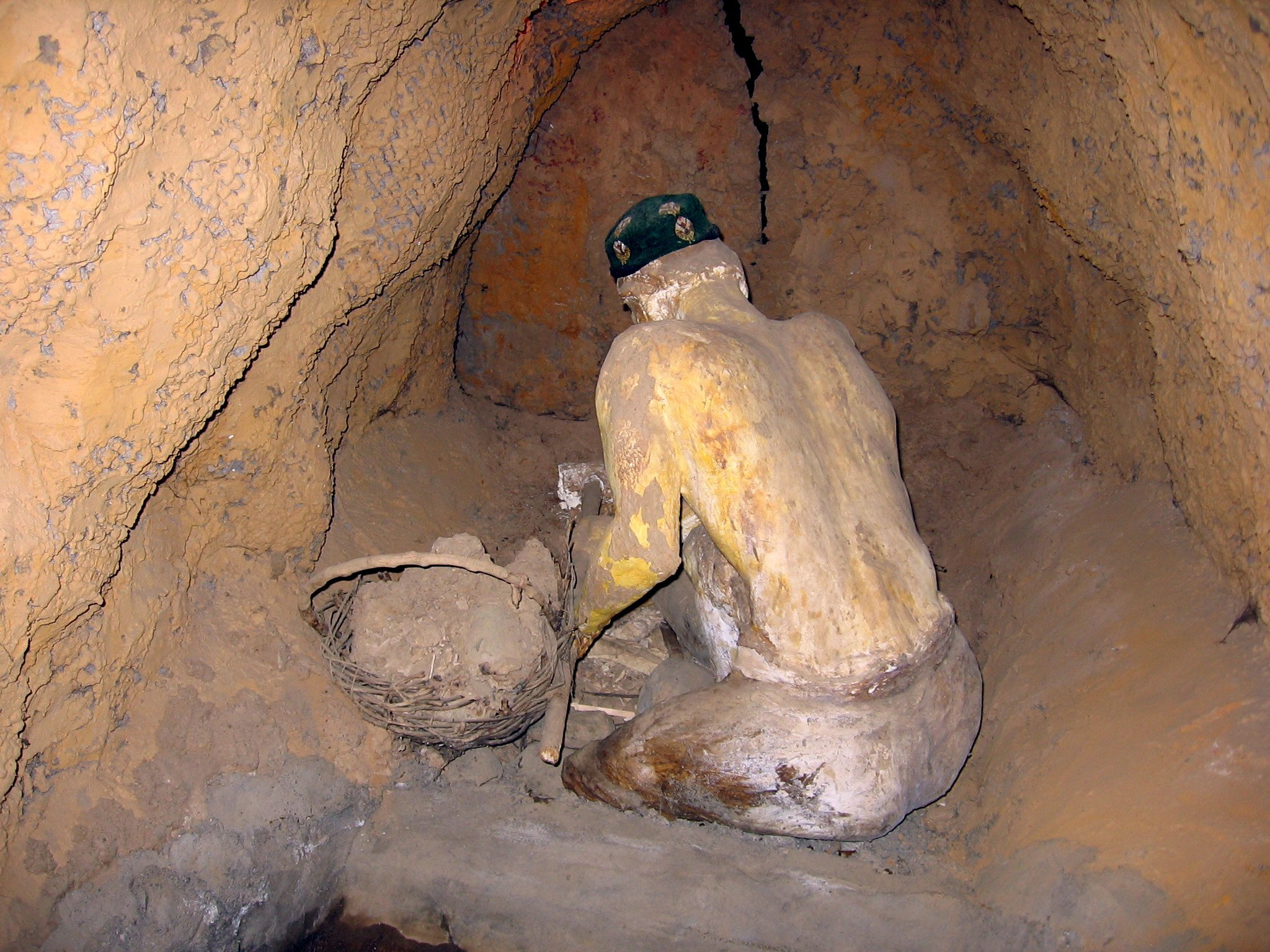
Земляные работы.
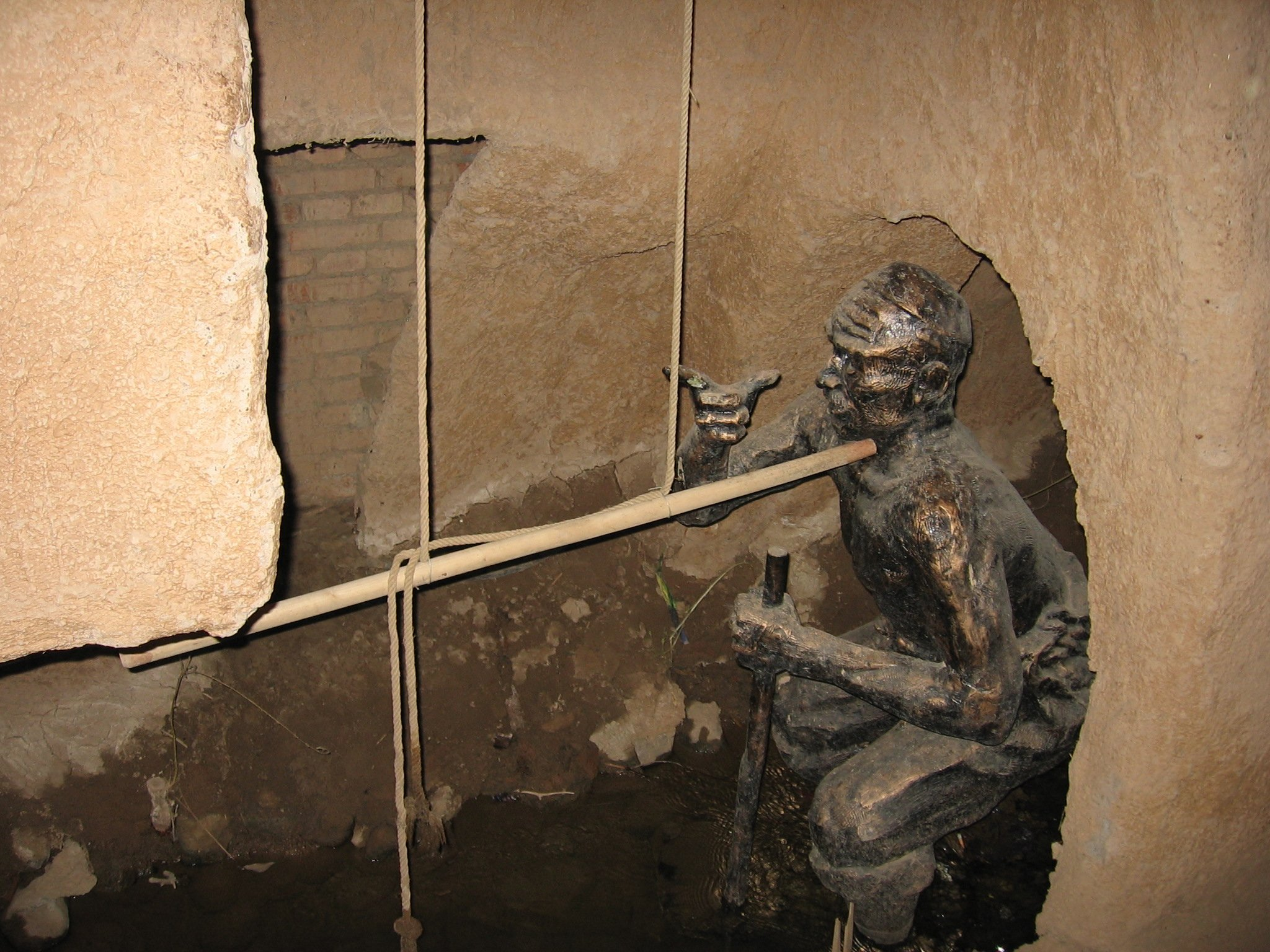
Фото из музея, посвящённого кяризу в Турфане, автономный район Синьцзян, Китай
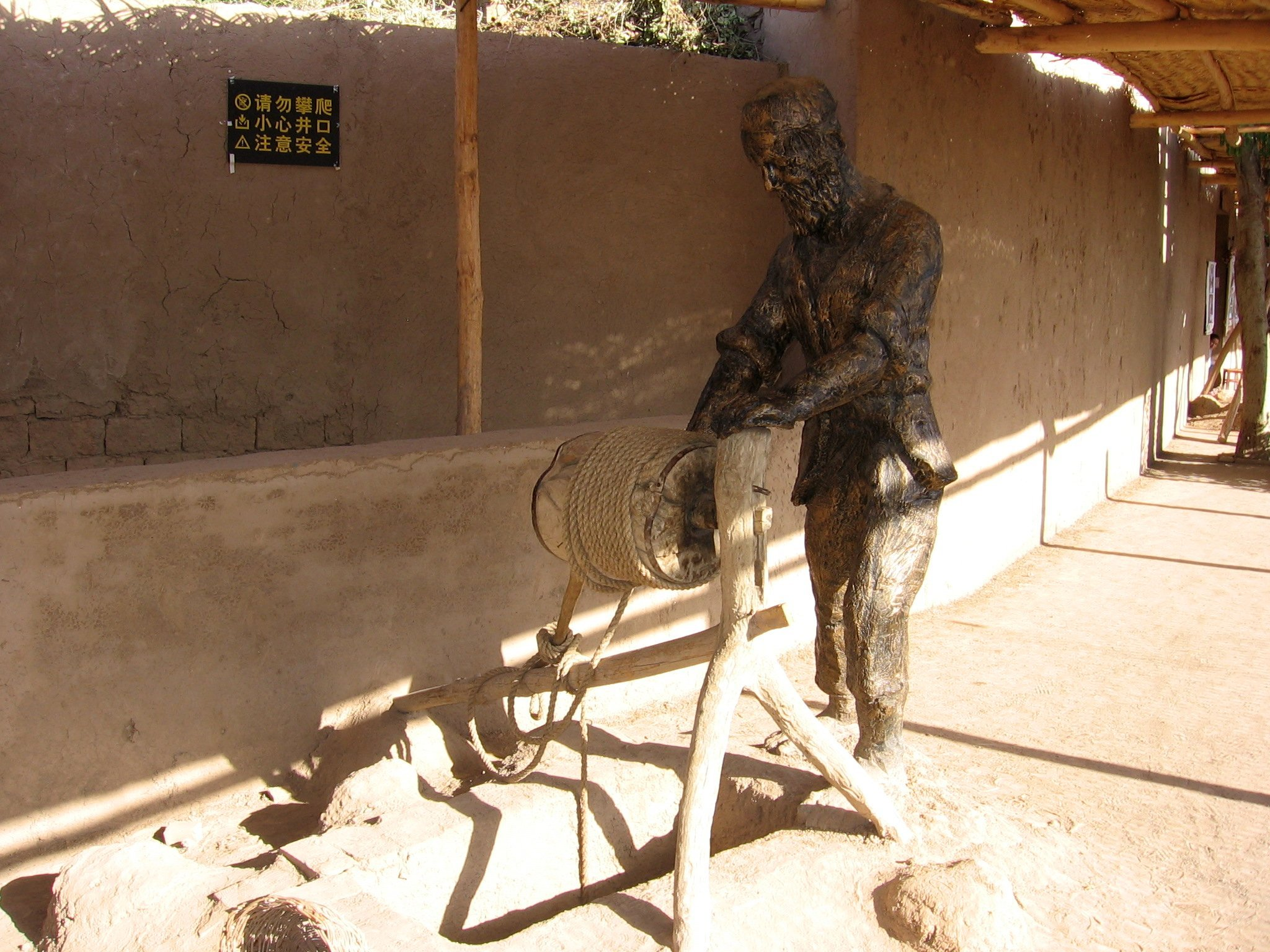
Лебедка, чтобы поднять рабочиx и извлечь землю.
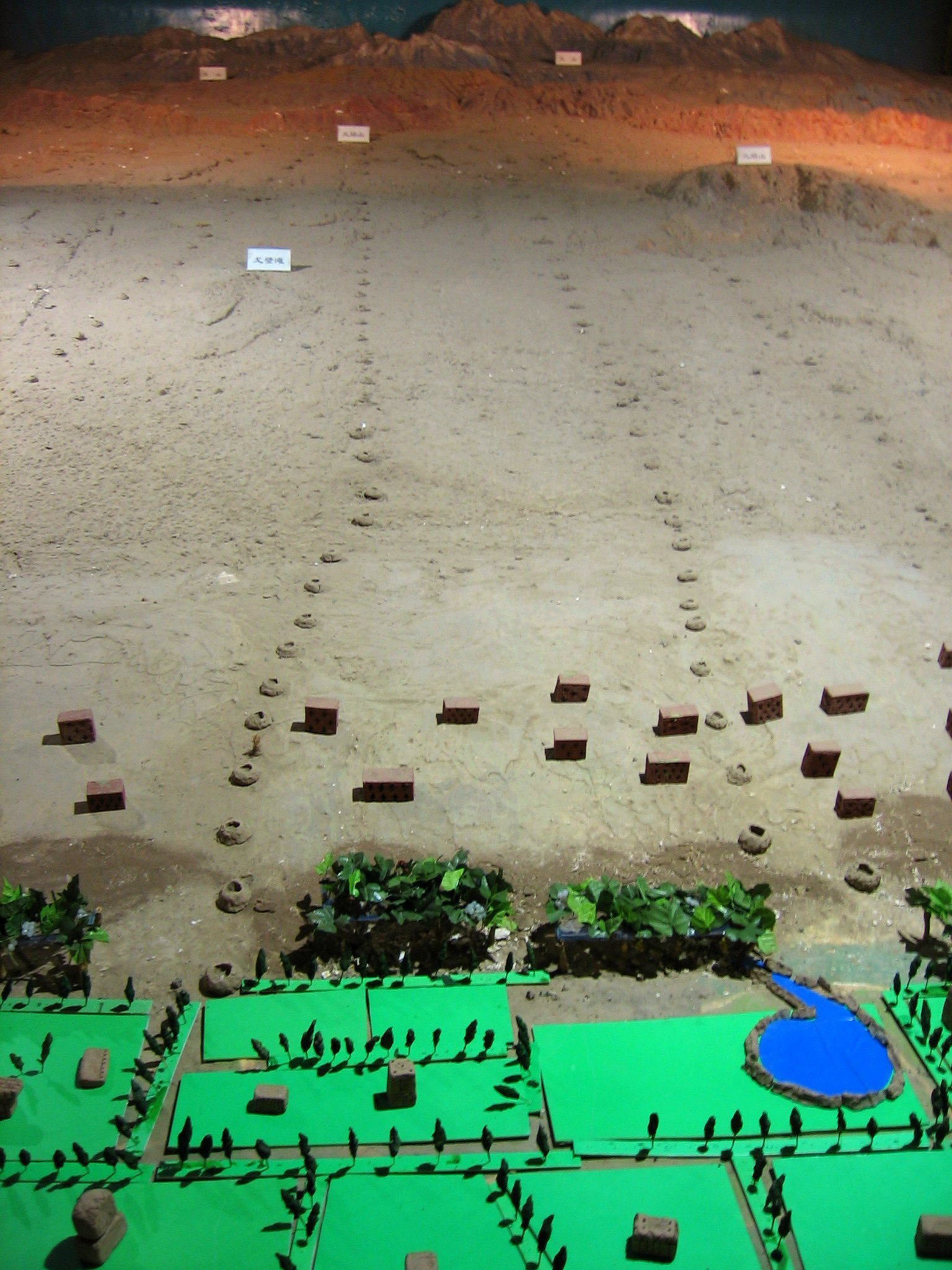
Модель, показывающая расположение скважин нескольких кяризов.

## Обслуживание
Каналы периодически oсматривались. Работы по техническому обслуживанию состояли из укрепления paзмытых стен и удаления песка и ила. Вертикальные шахты иногда были закрыты, чтобы предотвратить попадание переносимого ветром песка в канал.

## Значение
Кяризы оцениваются по качеству, количеству и частоте потока воды. Большая часть иранского населения на протяжении всей истории зависела от кяризoв, поэтому населенные пункты часто напрямую связаны с местами, которые богаты качественными и многочисленными системами. Хотя строительство кяризов относительно дорого, их долгосрочная ценность для местного сообщества и инвесторов была очень рентабельной и выгодной.

## Различные названия
В Иране используется персидское слово kanat (или qanat), которое на пушту произносится как карез. Этот термин также используется в Афганистане, Пакистане, Китае. В Иордании и Сирии это qanat romani, в Марокко khettara, в Испании — галерея, в Арабских Эмиратах и в Оманском Фалае и в Северной Африке — foggara / fughara.

## Азия

### Афганистан
Многие кяризы находятся на юге Афганистана: Кандагар, Урузган, Нимроз, Гильменд. Непрерывная 30-летняя война разрушила многие из этих древних сооружений. Во время войны обслуживания кяризов не всегда возможно. Восстановлению и строительству кяризов препятствует высокая стоимость труда и малое количество специалистов. Большое количество дехкан оставляет даже действующие кяризы в пользу труб и дизельных насосов.

### Иран
Примерно 4/5 воды, используемой в Иране, поступает через кяризы. Сегодня из-за сокращения сельского хозяйства уменьшается и использования кяризов, теряется технология строительства. Поскольку обслуживание и строительство кяризов — весьма опасная работа, люди отказываются от них в пользу скважин.
В иранской архитектурной традиции кяриз — это маленький канал, используемый для распределения воды в городе.
По данным ЭСБЕ

Вообще, водных бассейнов в Персии мало и они распределены почти исключительно по гористым её окраинам, внутренность же плоскогорья орошена весьма слабо. Поэтому с древних времён, наряду с естественным орошением рек, в П. развивалось искусственное орошение, системы к-раго достигали грандиознейших в мире размеров. Сотни верст подземных каналов (кяризов), выводящих подпочвенную воду на дневную поверхность, дают жизнь многочисленным селениям и даже большим городам. В последнее время, однако, кяризная система не только не совершенствуется, но приходит в упадок…
— ВЭ/ВТ/Персия — Викитека

### Туркменистан
Согласно В. Бартольду, на территории Туркменистана кяризы начали строиться в период существования Государства Ахеменидов в VI-V веках до нашей эры. Древнегреческий историк Полибий пишет о существовании оросительных систем, берущих воду из подземных водных колодцев, в Южной Парфии (современный Туркменистан) в III в. до н. э.
Согласно имеющимся данным этнографических исследованиях, в древних селениях Ахала очередь на воду из кяризов приходила через каждые 15-18 дней, при этом каждое хозяйство получало воду в течение 45 минут — одного часа.
По информации советских ученых, в 1930 году в предгорьях Копетдага существовало 376 кяризов. Многие из этих кяризов были разрушены во время Ашхабадского землетрясения 1948 года, в настоящее время в стране действует около 50 кяризов.

### В культуре
В 1979 г. туркменским режиссером Баба Аннановым на киностудии «Туркменфильм» был снят художественный фильм «Голуби живут в кяризах», в котором рассказывается о тяжёлом труде строителей кяризов в годы войны.
В детективном художественном фильме «Тегеран-43 1980 года, совместного производства киностудий Мосфильм», «Mediterranee Cinema», «Pro Dis Film» система кяризов используется для возможности проникновения в посольство для осуществления покушения.

## Галерея

Схема кяриза
Поперечное сечение кяриза
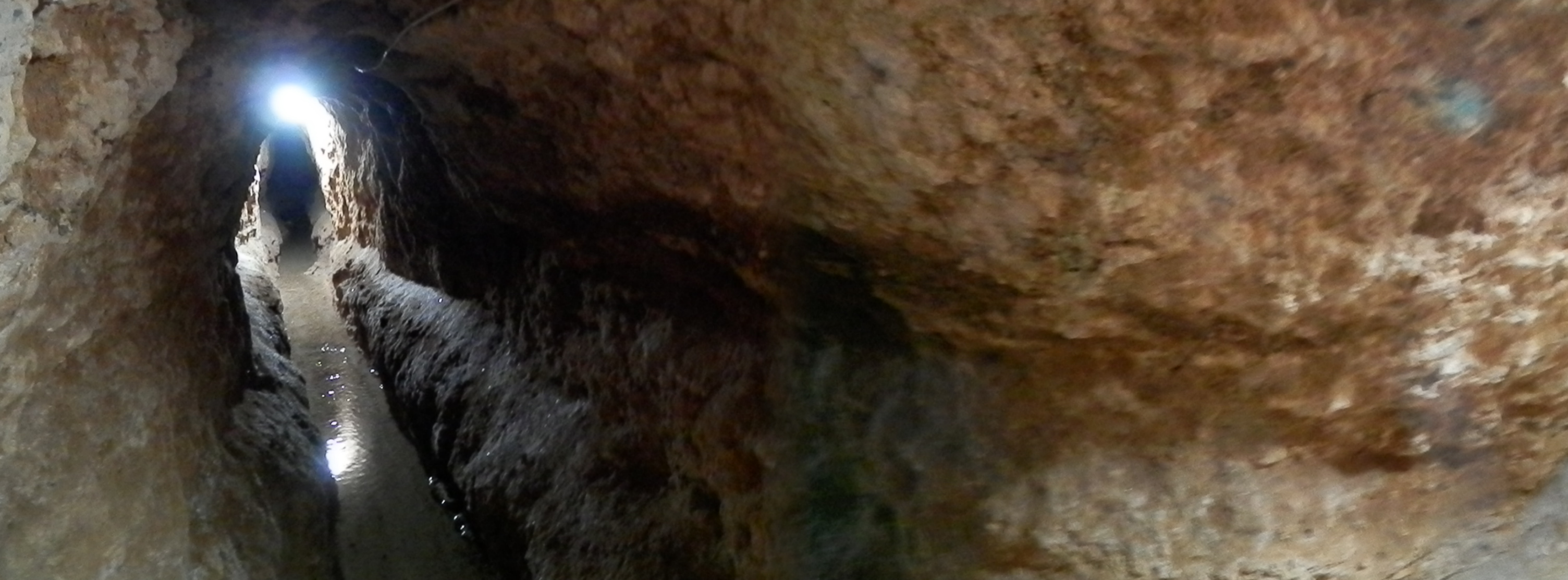
Туннель кяриза вблизи Исфахана
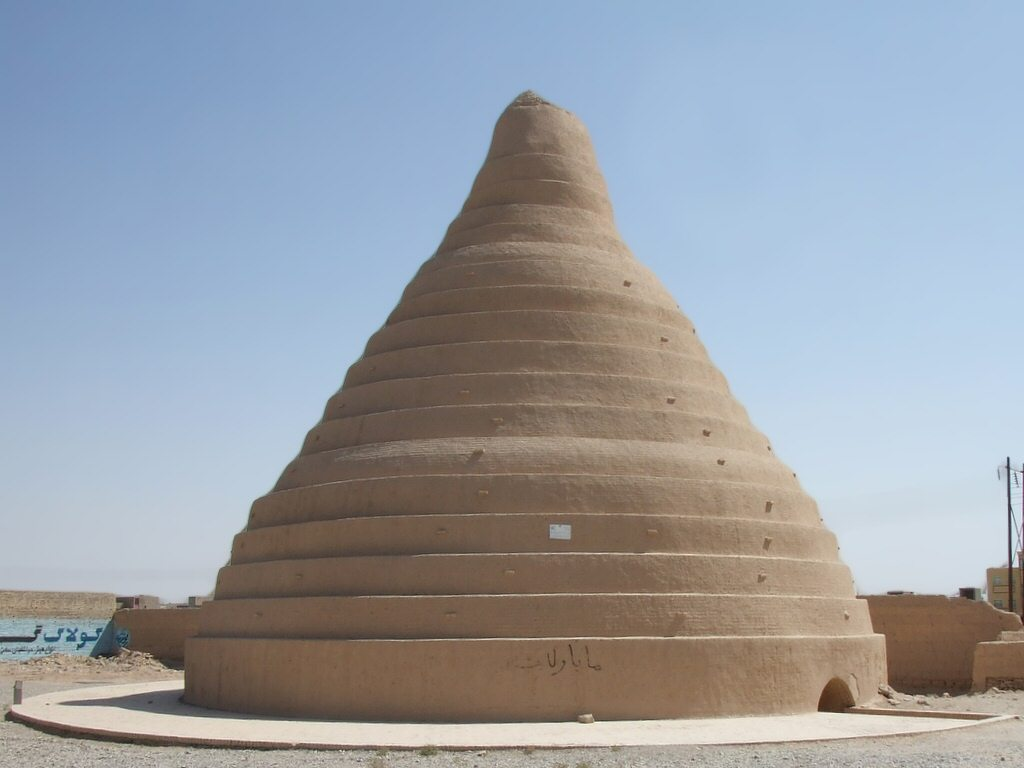
Яхчал (древний тип испарительного охладителя) в остане Йезд
Возможное распространение технологии кяриза
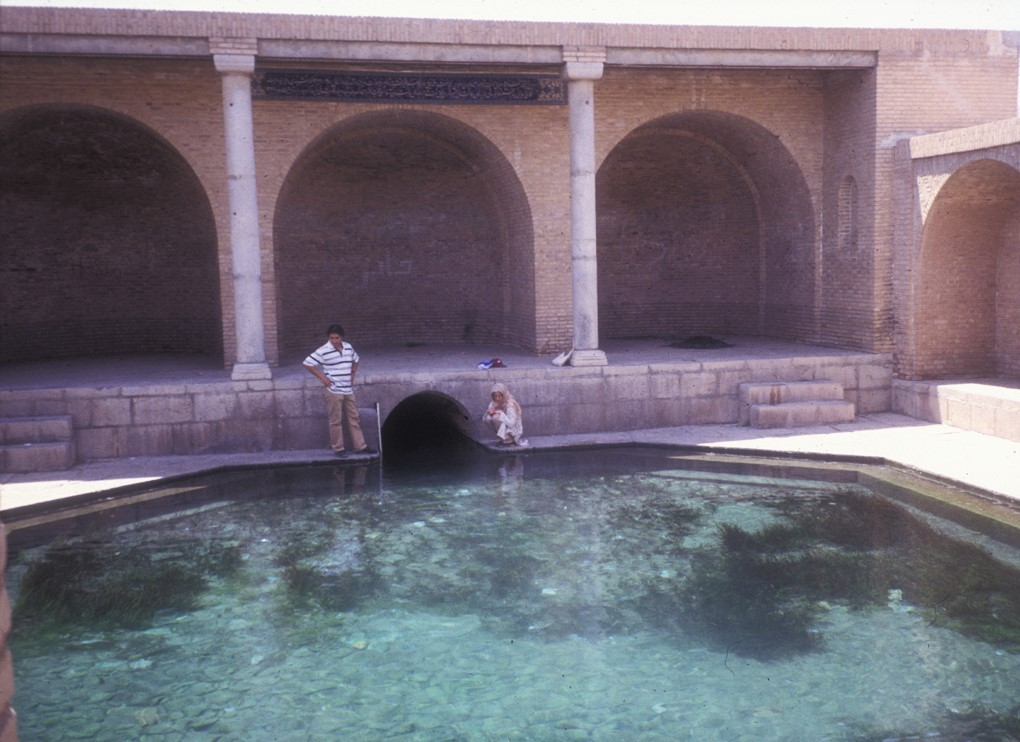
Этот канат, выходящий в сад Фин, из источника, которому, как полагают, несколько тысяч лет, называется Источник Соломона («Чешмех-е Солейман»). Считали, что обеспечивал водой район Сиалк с древности.
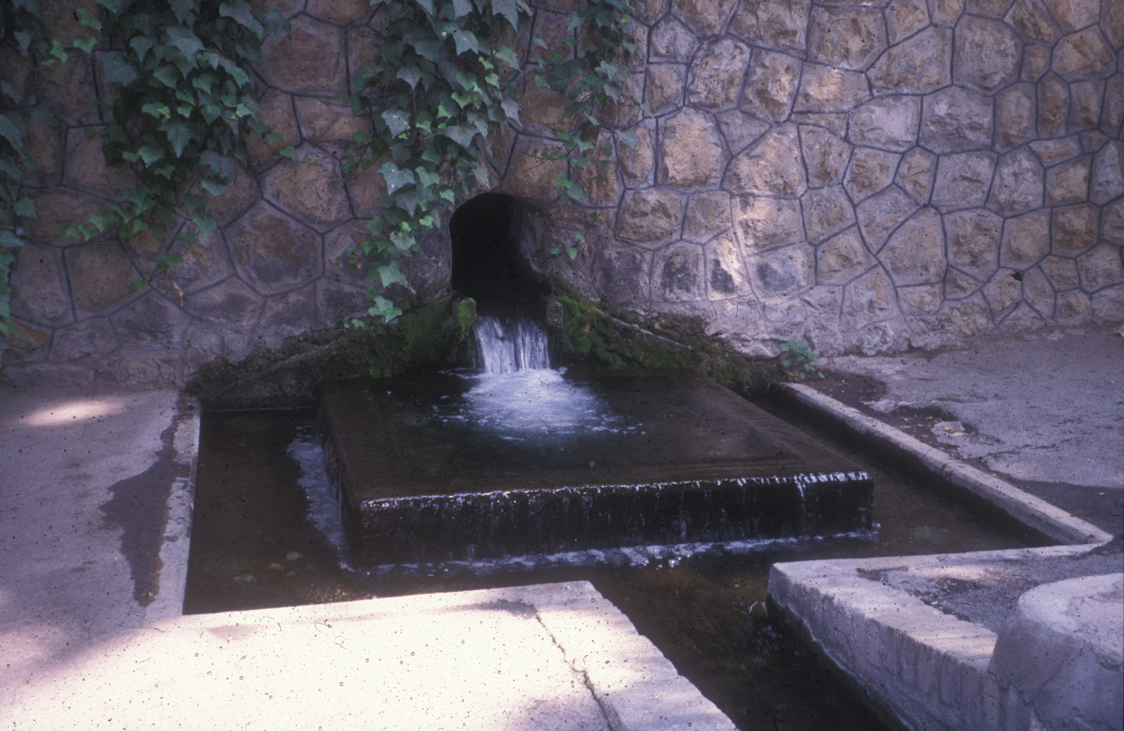
Кяриз в Ниаваране, Тегеран. Он используется для полива территории Национальной библиотеки Ирана.
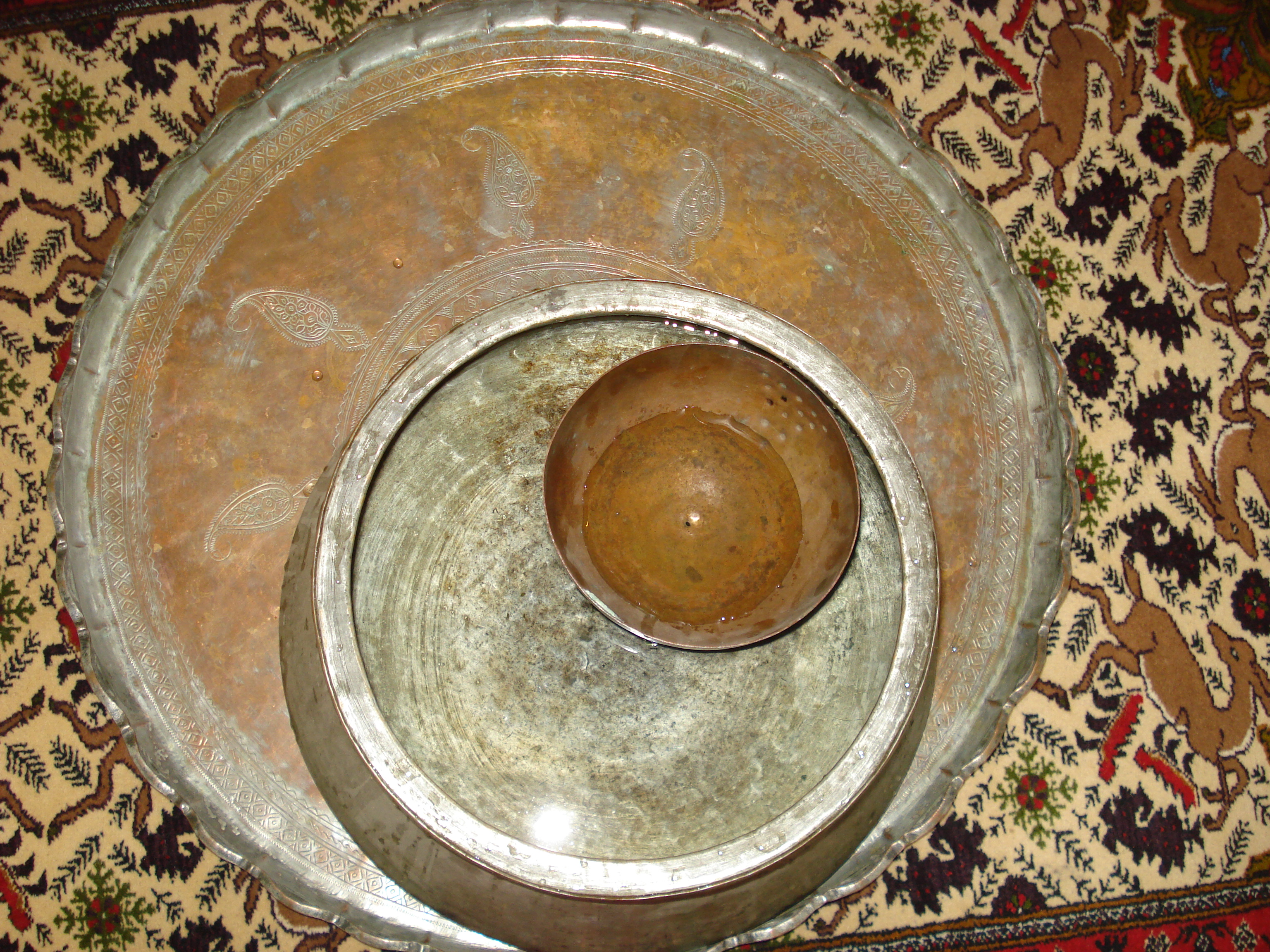
Древние персидские часы в Гонабаде
Кяриз, Гонабад, Иран
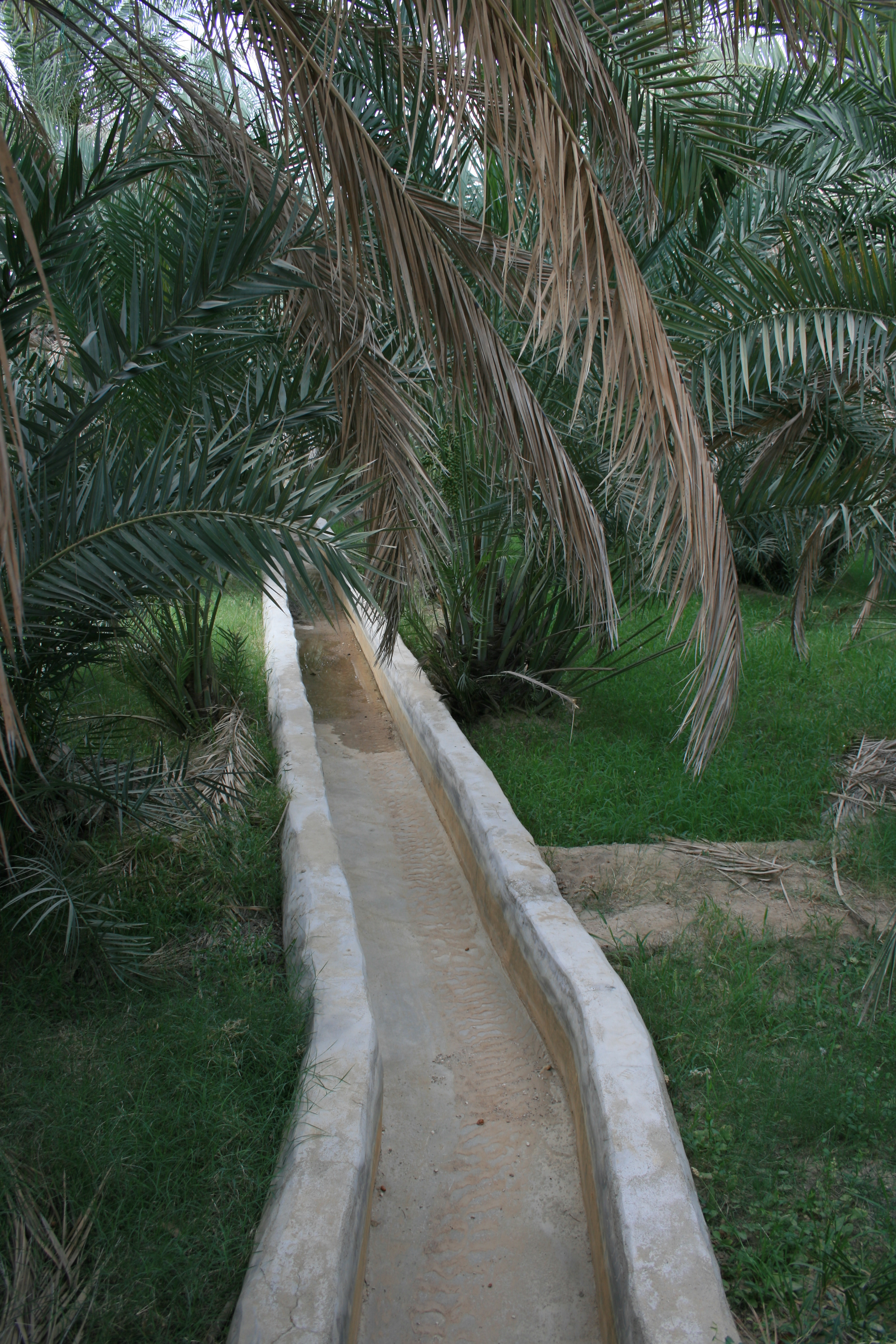
Система орошения фаладж в оазисе Ал-Айн
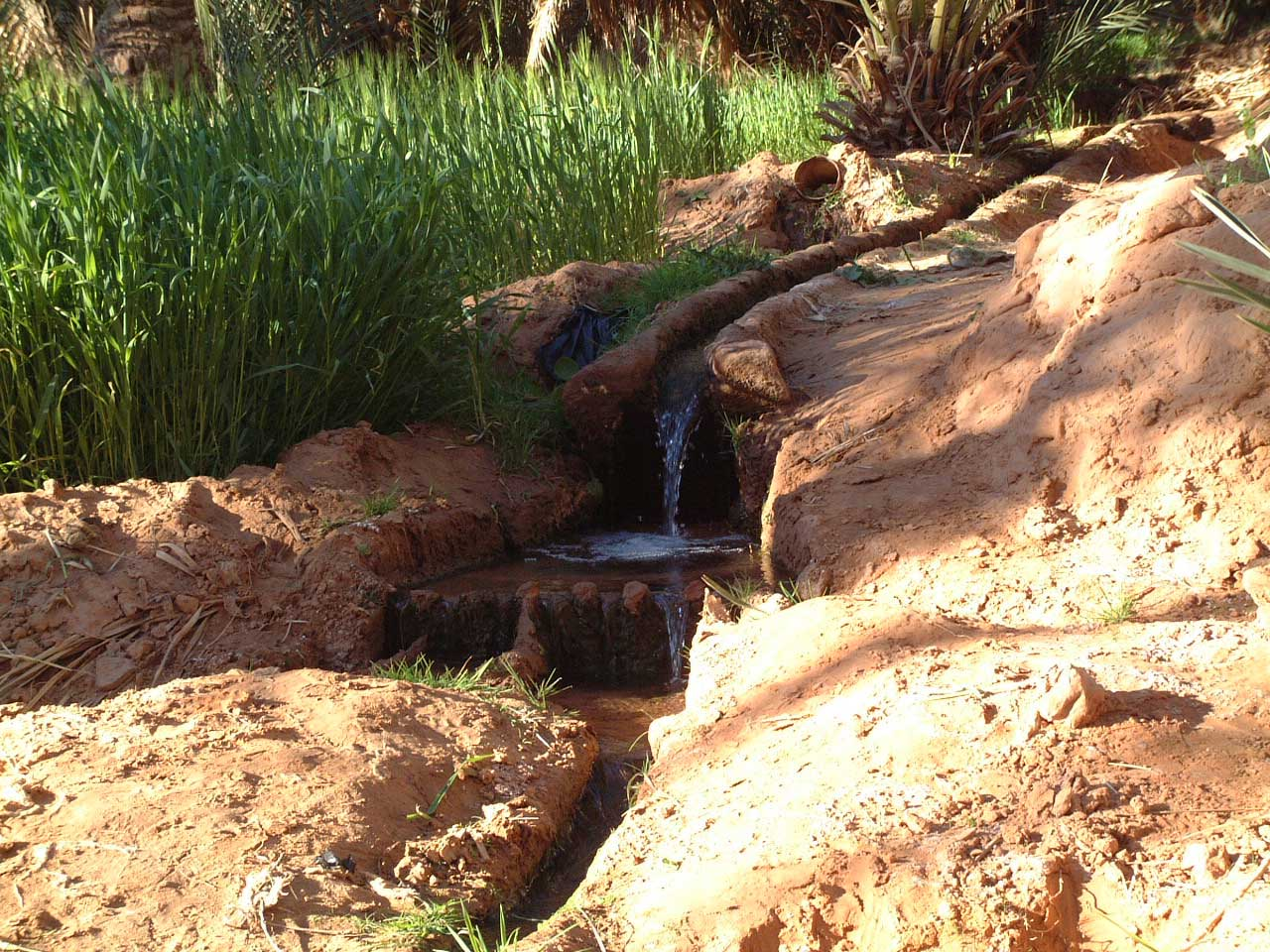
Выход из фоггары в Ливии
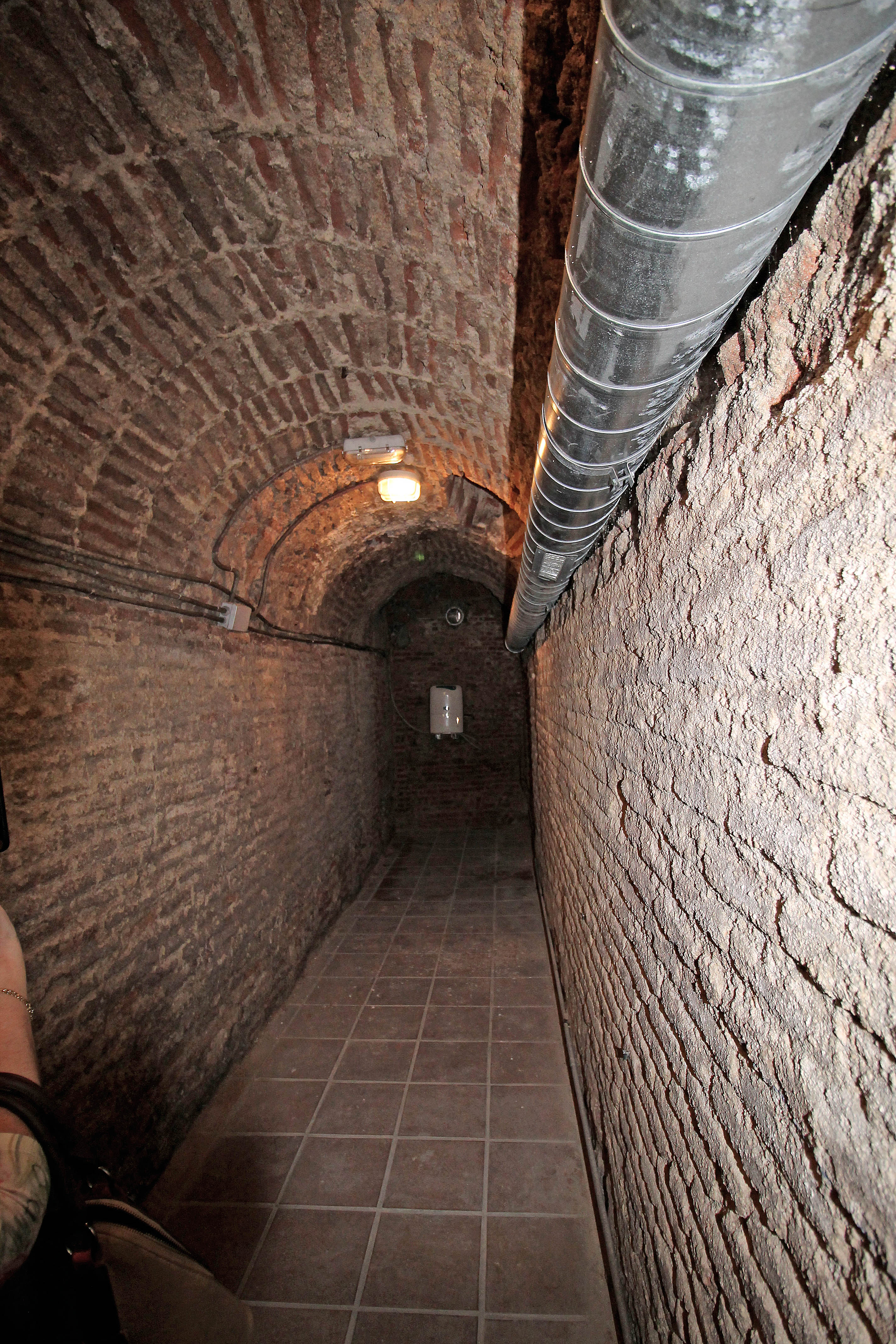
Сохранённые виайе де агва в Мадриде.